# 戈里亚切戈尔斯克
戈里亚切戈尔斯克（羅馬化：Goryachegorsk）是俄罗斯克拉斯诺亚尔斯克边疆区的市级镇，属边疆区辖市沙雷波沃市，位于鄂毕河流域内巴济尔河（Базыр）河畔，地处克拉斯诺亚尔斯克边疆区西南部，在沙雷波沃西南、边疆区首府克拉斯诺亚尔斯克西偏南方，靠近该边疆区与哈卡斯共和国、克麦罗沃州的边界。
该地2021年人口有582人；2010年人口756；2002年人口887；1989年人口1,112。